# Хелминтологија
Хелминтологија (од грчих речи hélminus — црв и lógos — наука) је научна дисциплина у оквиру паразитологије која се бави истраживањем паразитских црва и болести које изазивају код људи, животиња. Као део комплексне науке паразитологије, хелминтологија је уско повезана са многим другим биолошким наукама (првенствено зоологијом), медицином, ветерином и патологијом биљака. Хелминтологија у свакодневној пракси решава многобројне теоријске и практичне проблеме у области хумане и ветеринарске медицине, јер код људи и животиња ова „ружна” црволика створења својим паразитским начином живота, прожимајући све органе и ткива, изазивају бројна патолошка стања, општу исцрпљеност, и не тако ретко смрт.

## Основни појмови
Хелминти — (грч. helmins, helmintos — глиста), је несистематски назив за више хиљада разних пљоснатих (Platodes) и облих  црва  (Nematoda), нпр глисте, пантљичаре, метиљи.
Хелминтозе — су болести људи и животиња изазване црвима. Оне представљају велики здравствено-економски проблем како код људи тако и код животиња. Инфекције погађају скоро 2 милиона људи широм света. Ризик по здравље људи је веома висок, због дугог животног циклуса паразита, и велике контаминације окружења. Болести проузрокована хелминтима из појединих класа називају се заједничким именом, изведеним и класе. Тако су, на пример, трематодозе обољења проузрокована тремадотама, нематодозе обољења проузрокована нематодама итд.